# Carlo Gerosa (pittore)
Carlo Gerosa (Canzo, 1805 – Canzo, 1878) è stato un pittore italiano.

## Biografia
Educatosi all'Accademia di Belle Arti di Brera, fu attivo prevalentemente come ritrattista romantico a Milano, ma anche come pittore di scene sacre e immagini devozionali, destinate sia all'interno di chiese, sia ad una committenza privata, soprattutto in Brianza. A metà Ottocento era considerato il ritrattista "ufficiale" della Milano bene; fu anche ritrattista e frequentatore di casa Manzoni. Oltre che in collezioni private e presso l'Accademia di Brera, sue tele si trovano all'interno della chiesa parrocchiale di Valbrona e della chiesa di Sant'Agata a Monticello Brianza.